# Вафин, Карим Рустемович
Карим Рустемович Вафин (род. 4 февраля 2004, Казань) — российский хоккеист, защитник.

## Биография
Воспитанник казанского хоккея. Вначале занимался в школе «Ак Барса», затем — в «Волне», «Смене», «Стреле», «Динамо». После выпуска из «Динамо» в 2022 году оказался в тольяттинской «Ладе». В сезонах 2022/23 — 2023/24 играл в команде МХЛ «Ладья». 30 октября 2023 года в домашней игре «Лады» против «Адмирала» (3:1) дебютировал в КХЛ. В сезоне 2024/25 — игрок команды ВХЛ ЦСК ВВС Самара.